# 张克俭 (1921年)
张克俭（1921年—1975年），河北省保定市曲阳县人。中华人民共和国政治人物。

## 生平
1938年3月至1938年4月，张克俭参加曲阳县青年抗日救国训练班。1939年6月，加入中国共产党。1940年，参加曲阳县文化界抗日救国会。1942年1月至1945年8月，在中共曲阳县县委，任干事、秘书。1945年8月，任曲阳县城关区委书记。1950年1月，任河北省保定地委组织部科长。1952年5月至1953年1月，任中共定兴县委书记。1955年10月至1956年4月，担任中共保定地委常委。1956年6月26日至11月，担任中共邢台地委副书记，兼任组织部部长。1957年6月24日至1958年10月，担任中共宁晋县第一届委员会第一书记。
1959年5月，中华人民共和国第二机械工业部派张克俭到衡阳矿冶学院统一领导，魏忠信参加筹建领导。学校最初计划在长沙选址；但中南矿业公司及二机部系统很多厂矿设在衡阳附近，为便于教学生产，决定在衡阳定点。1959年10月7日，当选为中共衡阳矿冶学院临时党委书记。1963年7月，副院长魏忠信调二机部太原第七研究所工作，与此同时，徐霁远调任学院党委书记，张克俭由党委书记改任院长。文化大革命爆发后，1969年底，二机部决定停办衡阳矿冶学院，张克俭进入位于湖北钟祥的二机部五七干校。1972年12月至1975年，调任衡阳272厂，任党委书记。1975年，因病去世，享年54岁。